# Chaouilley
Chaouilley település Franciaországban, Meurthe-et-Moselle megyében. Lakosainak száma 113 fő (2022. január 1.). Chaouilley Étreval, Forcelles-Saint-Gorgon, Praye, Saxon-Sion, Thorey-Lyautey, Vaudémont és Vroncourt községekkel határos.

## Népesség
A település népességének változása:
| Lakosok száma | 100  | 80   | 90   | 121  | 114  | 115  | 112  | 115  | 116  | 113  |
|               | 1968 | 1982 | 1990 | 2006 | 2013 | 2015 | 2017 | 2019 | 2020 | 2022 |